# Eleutheroglossum
Eleutheroglossum es un género con cinco especies de orquídeas. Ha sido separado del género Dendrobium. 
Son pequeñas orquídeas epífitas que se encuentran en los bosques de Queensland (Norte de Australia).

## Descripción
Se caracterizan por los esbeltos pseudobulbos, con las costillas, de color marrón oscuro. Con 2 a 5 hojas lanceoladas líneales, así como una inflorescencia como un pequeño racimo con algunas pequeñas flores discretas.

## Sinonimia
- Dendrobium Sw. (1799) secc. Eleutherglossum

## Etimología
El nombre de Eleutheroglossum proviene del griego eleutheros (gratis) glossum (lengua).

## Taxonomía
Eleutheroglossum fue descrito originalmente por Schlechter y posteriormente ha sido segregado del género Dendrobium secc. Eleutherglossum por Clements y D.L.Jones en 2002.
El género cuenta actualmente con unas cinco especies.

## Especies
- Eleutheroglossum closterium (Rchb.f.) M.A.Clem. & D.L.Jones (2002)
- Eleutheroglossum fellowsii (F.Muell.) D.L.Jones & M.A.Clem. (2002)
- Eleutheroglossum jocosum (Rchb.f.) M.A.Clem. & D.L.Jones (2002)
- Eleutheroglossum ngoyense (Schltr.) M.A.Clem. & D.L.Jones (2002)
- Eleutheroglossum poissonianum (Schltr.) M.A.Clem. & D.L.Jones (2002)